# Gradski muzej Požega
Gradski muzej Požega ustanova je koja sakuplja, čuva, istražuje i obrađuje duhovnu i materijalnu baštinu Požege i Požeštine. Predstavlja je javnosti putem izložbi, projekata, kataloga i stručnih publikacija.

## Povijest
Gradski kulturno-historijski muzej osnovan je 6. prosinca 1924. godine zalaganjem povjesničara, književnika i požeškog gradonačelnika Julija Kempfa, koji je sakupio i prve predmete za budući muzej. U početku je muzej privremeno bio smješten u prostorima franjevačkog samostana, a prva izložba otvorena je u prostorima Građanske škole 1926. godine. Fundus se povećavao donacijama građana.
Kroz povijest muzej je bio smješten na različitim lokacijama u užem dijelu grada. Prvi stalni postav bio je, od 1930. godine, smješten u nekadašnjoj županijskoj palači, a prvi kustos bio je Julije Kempf.
Krajem Drugog svjetskog rata muzej je bio opljačkan. Zalaganjem profesora Antuna Bauera grad je 1953. za potrebe muzeja kupio reprezentativnu baroknu trgovačku građansku kuću Krauss. Kasnije se muzej proširio na još dvije nekadašnje građanske kuće iz 20. stoljeća. 1961. godine Matko Peić je postavio zbirku slika Miroslava Kraljevića.

## Odjeli i zbirke
Po svom tipu muzej je zavičajni i opći. Posjeduje oko 30.000 predmeta i podijeljen je na povijesni, arheološki, povijesnoumjetnički (s galerijom), etnološki i dokumentacijski odjel, s ukupno 16 zbirki. 2006. godine otvorena je Spomen soba Domovinskog rata u požeškom kraju. Etnološki odjel provodi i projekt Muzej u loncu kojim se nastoji proučiti i sačuvati baština tradicijske prehrane Požege i Požeštine krajem 19. i početkom 20. stoljeća. Muzej također izdaje Vjesnik Muzeja, a do sada ih je izdao šest.
1. Arheološki odjel
Prostor Požeške kotline zatvoren gorama Psunjem, Papukom i Krndijom na sjeveru, Požeškom i Dilj gorom na jugu, predstavlja jednu specifičnu geografsku cjelinu. Tijekom gornjeg pleistocena, odnosno trećeg virmskog stadijala (oko 110 000. do 11 500. g. pr. Kr.), postojao je stepski krajolik i relativno hladna klima (Malez, Poje, Rukavina 1977:31). A iz tog razdoblja potječe više kosturnih ostataka izumrlih životinja – mamuta, vunastog nosoroga, bizona, golemog jelena, pećinskog medvjeda, pećinske hijene, stepske zviždare (ove životinje su tipični predstavnici otvorenog stepskog krajolika). Ovi ostaci pronađeni na lokalitetu Zarilac – Grabaračke livade ukazuju na postojanje lovačkog logora paleolitskih lovaca.
Lokalitet Zarilac – Grabaračke livade bio je naseljen i u kasnijem razdoblju. Tijekom mlađeg kamenog doba/neolitika (6. – 5. tis. pr. Kr.) oštra kontinentalna klima postaje blaža, dolazi do porasta oborina i vodenih tokova te formiranja močvarnih površina u niskim regijama. Na gustu naseljenost Požeške kotline kroz sva povijesna razdoblja utjecale su bogate šume i plodna zemlja. Gospodarstvo zasnovano na poljoprivredi uvjetovalo je sjedilački način života i izgradnju trajnih nastambi.
Predstavnik ranog i srednjeg neolitika je starčevačka kultura (6. tis. pr. Kr), a rasprostirala se u međurječju Drave, Dunava i Save sve do Bjelovara na zapadu (Krznarić Škrivanko 2009:53). Među ostacima materijalne kulture najviše je zastupljeno keramičko posuđe. Osim cijepanih litičkih proizvoda najčešće kamene izrađevine su kalupaste sjekire i klinovi. Predstavnik mlađe faze neolitika je sopotska kultura (5. tis. pr. Kr.) koja je naziv dobila prema lokalitetu Sopot udaljenom oko 3 km jugozapadno od Vinkovaca. Pripadnici sopotske populacije mjesto za gradnju kuća birali su na prirodnim uzvišenjima uz obale rijeka, potoka i u močvarama. Kuće su bile pravokutne osnove, veličine oko 6 x 4 m, građene od ispreletenog šiblja koje je bilo oblijepljeno ilovačom. U ovom razdoblju u repertoaru glačanih kamenih alatki prvi put se pojavljuju i sjekire s bušenom rupom za nasad ručke (Krznarić Škrivanko 2009:56). 
Na podlozi kasne sopotske kulture formirala se prva eneolitička kultura. Glavna značajka eneolitika ili bakrenog doba je upotreba metala i to bakra i zlata za izradu oruđa i oružja te nakita (Balen 2009:61). Nositelji kultura bakrenog doba (4. – 3. tis. pr. Kr.) bavili su se zemljoradnjom, stočarstvom i lovom. Na prostoru Požeške kotline prisutna je lasinjska kultura koja se okvirno datira od 4200. do 3800. g. pr. Kr., a iz Jakšića potječe jedan od najznačajnih nalaza ove kulture – pet keramičkih posuda. Ove posude pokazuju osnovne karakteristike keramičarske proizvodnje u lasinjskoj kulturi. Među oblicima prevladavaju bikonične zdjele, lonci s izvučenim vratom, vrčevi i šalice s jednom trakastom ručkom te zdjele na visokoj nozi. Vrlo čest su ukras velika jezičasta plastična izbočenja na zdjelama te kombinacija urezanih motiva i nizova uboda ili kratkih zareza koje tvore motive riblje kosti, bodljikave žice, girlande ili jednostavne paralelne crte(Balen 2009:62).
Brončano doba razdoblje je kada legura bakra i kositra – bronca – postaje osnovna sirovina iz koje su se izrađivali predmeti koji su se koristili u svakodnevnom životu (oruđe, oružje, dijelovi nošnje i nakit) (Ložnjak Dizdar 2009:77). Već u ranom brončanom dobu koristili su se kratki bodeži, a u srednjem brončanom dobu pojavili su se bodeži i kratki mačevi s trapezastom pločicom za pričvršćivanje drške koja je najčešće bila od drveta ili nekog drugog organskog materijala. Na prijelazu ranog u srednje brončano doba pojavljuju se bojne sjekire koje ponekad i nemaju uporabnu nego samo statusnu vrijednost. Početkom kasnog brončanog doba promijenio se način borbe; sve značajniji postaju mačevi koji su bili duži, a obrambena oprema ratnika postaje sve raznovrsnija (Ložnjak Dizdar 2009:79).
Razdoblje kasnog brončanog doba (1300. – 800. g. pr. Kr.) obilježila je kultura polja sa žarama čija glavna karakteristika je paljevinski način pokapanja. Ova kultura bila je raširena na prostoru srednje Europe s nizom regionalnih varijanti. Pripadnici kulture polja sa žarama spaljivani su u svojoj nošnji, zbog čega su najčešće poznati dijelovi igala ili brončane dugmadi koji pokazuju tragove deformiranja u plamenu (Ložnjak Dizdar 2009:80). U tom razdoblju prostor Slavonije vrlo je gusto naseljen, naselja su podizana na gredama uz vodene tokove i na uzvisinama, a istodobno s prostora sjevernog Ponta preko donjeg Podunavlja pristižu nova znanja o metalurgiji željeza. Prihvaćanjem novih znanja i vještina o tehnologiji koja će oblilježiti daljnji tijek prapovijesti krajem 9. st. pr. Kr. završava razdoblje brončanog doba (Ložnjak Dizdar 2009:83).
Starije željezno doba (8. – 5. st. pr. Kr.) dobilo je naziv prema novoj kovini koja je potaknula razvoj metalurgije i dovela do njene sve češće upotrebe. Razvoj metalurgije željeza utjecao je na društvene promjene stvaranjem vladajućeg sloja ratnika i trgovaca koji na prostoru od Požeške kotline do jugoistočnog alpskog prostora oblikuju kulturnu skupinu Kaptol (8. – 6. st. pr. Kr.). Stanovnici ovog prostora zadržali su obred spaljivanja pokojnika iz kasnog brončanog razdoblja, ali su kao novost karakterističnu za prostor gotovo čitave središnje Europe uveli pokapanje pod grobnim humcima (tumulima). Pokapanje pod tumulima prvenstveno je namijenjeno pripadnicima bogatog sloja, o čemu nam svjedoče bogati i raznoliki nalazi. „Kneževski tumuli“, grobovi ratnika s bogatom i luksuznom ratničkom opremom i oružjem, najbolje oslikavaju moć i položaj vojničke aristokracije, ali i potvrđuju trgovinu s udaljenim, razvijenim središtima u Italiji i Grčkoj (Potrebica 2013:8).
Lokalitet Kaptol – Gradci, prema kojem je grupa dobila naziv, prostire se na površini veličine oko 10 ha, a obuhvaća utvrđeno gradinsko naselje i nekropolu pod tumulima. Na nekropoli je utvrđeno postojanje 25 tumula od kojih je 15 istraženo (Potrebica 2013:7). U grobove su kao prilozi polagane razne keramičke posude. Neke su imale funkciju urne. Duboki lonac crne glačane površine, premazane grafitom čest je oblik. Ovi lonci imaju usko dno, naglašen trbuh i stožasti vrat te prema van izvučen obod. Među lonce luksuznije izrade ubrajaju se primjerci ukrašeni kositrenim i brončanim lamelama. Česte su i plitke zdjele koničnog oblika, uskog dna te blago uvučenog ruba. Ukrašene su kosim kanelurama ili plastičnim ispupčenjima i ušicama.
Starije željezno doba je razdoblje uzdizanja i jačanja ratničkog sloja. U grobovima se često nalaze dijelovi ratničke opreme – bojne sjekire, koplja, kacige, konjska oprema – košarasti privjesci i križni razvodnici remenja konjske opreme, žvale i psalije, dijelovi nošnje i nakita – igle (sastavni dio nošnje muškaraca), fibule (sastavni dio nošnje žena), metalne perle. Puna oprema jednog ratnika sastoji se od 2-3 željezna koplja, bojnih sjekira, noža i konjske opreme (Potrebica 2011:2).
Razdoblje mlađeg željeznog doba (latena) obilježeno je prevlašću keltskih zajednica. Od kraja 5. do početka 3. st. pr. Kr. keltske zajednice su se iz svoje prapostojbine oko gornjih tokova rijeka Rajne, Rhone i Dunava proširile prema zapadnoj i srednjoj Europi, od Atlantika sve do obala Egejskog i Crnog mora. Tijekom druge polovice 4. st. pr. Kr. naselile su i prostor Slavonije i Srijema. Kelti donose nova tehnološka znanja – uvode lončarsko kolo koje je omogućilo serijsku proizvodnju keramičkih posuda, kvalitetniju proizvodnju željeznih predmeta te novac (Dizdar 2009:90). Jedan od najznačajnih nalaza iz tog razdoblja je ženski grob iz Velike za koji je teško reći je li riječ o pokopu žene autohtonog podrijetla s importiranim ranolatenskim nalazima ili pristigle „Keltkinje“ s vlastitom nošnjom kojoj su pridodani još neki domaći oblici, no bez sumnje je riječ o prvim izravnim latenskim utjecajima u južnopanonsku sredinu (Dizdar 2009:89). Lokalne karakteristike u grobu iz Velike prikazane su prilozima srebrnih tordiranih narukvica koje su mogle prihvatiti keltske žene.
Krajem 1. st. pr. Kr. Rimljani su osvojili Panoniju, no stvarni proces romanizacije ovog prostora započeo je tek u 1. st. nakon Kr. Nakon osvajanja pojedinih krajeva Rimljani su prioritet davali gradnji cesta koje su omogućavale brže kretanje vojske i razvoj trgovine. Vrlo često se tijekom gradnje cesta koristila stara domorodačka mreža putova. Na jednoj od važnijih cesta kroz Panoniju nalazio se i mansio Incero, putnička postaja za koju se pretpostavlja da se nalazila na prostoru današnjeg sela Tekić (Iskra-Janošić 2009:111-112). Na lokalitetu Treštanovačka gradina kod Tekića nađeno je mnoštvo nalaza iz razdoblja kasne antike, iako je vjerojatno to naselje nastalo ranije. Ostaci arhitekture upućuju na postojanje rimske vile rustike i termi koji se datiraju u razdoblje od početka 2. st. pa sve do kraja 4. st.
Uz ostatke arhitekture pronađen je raznovrsni keramički materijal – kuhinjsko i stolno posuđe te značajan dio koštanog materijala – pisaljka, ukosnice i igle – koji je bio vrlo čest i popularan zbog brze i jeftine izrade. Pronađena pisaljka nalik je na jednostavnu iglu s blago ušiljenom glavom, po obliku bi mogla odgovarati i igli koja je imala i funkciju miješanja ličila i nanošenja šminke (Koščević 2000:17). Igle ukosnice osim za oblikovanje, pridržavanje i ukrašavanje frizure mogle su služiti i za kopčanje odjeće ili u kozmetičke svrhe. One su mogle u nepromijenjenom obliku trajati kroz čitavo razdoblje antike (Koščević 2000:17). Uz brojne metalne predmete svakodnevne upotrebe – ključeve, čavle, kuke, klinove, noževe, pronađeni su i strugači, dijelovi dviju vaga, brončane igle. Brončane igle s jednom ušicom služile su za šivanje odjevnih i drugih predmeta od tkanine, a pripadaju među temeljne i vječne oblike (Koščević 2001:135).
Izuzetan nalaz predstavlja brončana vaga. Radi se o predmetu koji je vrlo rijedak među arheološkim nalazima. Vaga s lokaliteta u Tekiću pripada grupi dvozdjeličnih vaga za točno mjerenje (Sokač-Štimac 2007:6). Ima prečku jednakih krakova s otvorima na krajevima o koje su vješane mjerne posudice te element za vješanje vage na sredini prečke. Ovakve vage koristile su se u ljekarništvu i novčarstvu, a bile su predviđene za ručno vaganje, ovješene o palac.
Uz naselje se nalazilo i groblje na kojem je dosad istraženo 118 kosturnih ukopa, a u 71 grobu nađeni su bogati prilozi, uglavnom stakleni i metalni predmeti. Pokojnici su se pokapali u običnim zemljanim rakama i zidanim grobnicama. Predmeti koji su prilagani u grobovima imaju prije simboličku nego materijalnu vrijednost. Od keramičkih posuda pronađena su dva vrča ocakljene površine, raznovrsni stakleni predmeti – čaše, vrčevi, zdjele. U grobovima muškaraca nalaze se predmeti svojstveni muškoj odjeći, dijelovi pojasne opreme – kopče, okovi, jezičci, fibule – koji upućuju na status pokojnika te nakit – prstenje, rijetko ogrlice ili narukvice. U ženskim i dječjim grobovima nalaze se sve vrste nakita – ogrlice, naušnice, narukvice i prstenje.
Od 5. st. rimska vlast u Panoniji je tek simbolična, kontrolu su preuzeli doseljeni narodi Ostrogoti, Gepidi, Langobardi, Avari i Slaveni. Romanizirano-barbarizirano stanovništvo je vjerojatno preživjelo ova turbulentna vremena i opstalo u promijenjenim okolnostima. Krajem 8. st. ovaj je prostor dospio pod vlast Franaka koji su početkom 9. st. stvorili Donjopanonsku kneževinu na čelu koje je bio predstavnik domaće slavnske elite. Ova kneževina je vjerojatno propala u navalama Mađara početkom 10. st. (Gračanin 2009:244-245)
U prvoj polovici 13. st. u Požeškoj županiji svoje feudalne posjede imali su crkveni redovi templari, benediktinci i cisterciti, a najstarije sakralno zdanje na području srednjovjekovne Požeške županije je utvrđeni sklop benediktinske opatije na Rudini. Rudina kao mjesto prvi put se spominje u pisanim dokumentima 1210. godine, a samostan se prvi put spominje 1279. godine (Buturac 1991: 36). Utvrđeni kompleks na Rudini sastoji se od velike trobrodne romaničke crkve Sv. Mihovila i samostana koji se naslanja na crkvu sa sjeverne strane te uokviruje klaustar unutar kojeg se nalazi cisterna. Na zapadnom dijelu platoa sačuvani su temelji manje jednobrodne romaničke crkve koja je vjerojatno starija od samostanskog kompleksa. Rudina ima kontinuitet naseljavanja još od prapovijesti. Ulomci prapovijesne keramike upućuju, vjerojatno, na postojanje prapovijesnog gradinskog naselja. Brojni nalazi rimske opeke koja je korištena pri gradnji srednjovjekovnih grobnica i kao popločenje samostanske crkve, ukazuju na postojanje rimskog lokaliteta naseobinskog karaktera (Sokač-Štimac 1987). Jedno značajno otkriće groba s preklopnom pločom na kojoj je urezan stilizirani crtež ribe, pokazuje da je Rudina u doba kasnog Rimskog Carstva imala i sakralan karakter. 
Nalazi karičica sa S – petljom i ulomci slavenske keramike govore o korištenju ovog mjesta tijekom ranog srednjeg vijeka. Iz razdoblja razvijenog i kasnog srednjeg vijeka arheološkim istraživanjima prikupljena je velika količina arheološkog materijala – ulomci keramike, ulomci kamene plastike, metalni predmeti različite namjene te pećnjaci koji su pripadali glinenim i kaljevim pećima. Zastupljeni su razni tipovi – glineni pećnjaci u obliku čaše i lukovice, tip poluvaljkastog pećnjaka te pločasti pećnjaci s prednjom dekorativnom pločom ukrašenom različitim reljefnim motivima (grb Gorjanskih, prikaz orla raširenih krila, motiv rozete) (Pavličić 2012:234-243). Među najznačajnije nalaze s Rudine ubrajaju se tzv. rudinske glave, odnosno kamene konzole s isklesanim ljudskim licima i cijelim ljudskim figurama.
2. Prirodoslovni odjel
Prikuplja, istražuje, čuva, obrađuje i prezentira muzejsku građu i dokumentaciju iz razdoblja kenozoika i paleolitika kroz tri zbirke:
1. Mineraloško - petrografsku zbirku
2. Geološko - paleontološku zbirku
3. Botaničku zbirku

3. Povijesni odjel
Požega je bila zbog svog geografskog i strateškog smještaja prije dolaska Turaka značajno političko, gospodarsko, crkveno i kulturno središte. Pisani trag iz 1210. godine govori da je Požega središte Županije, a u potvrdi pape Honorija III. od 11. siječnja 1227. spominje se darovnica Andrije II Arpadovića (1205 - 1235) i prvi puta gradska tvrđa. Tu saznajemo da kralj prodaje Požegu kaločkom nadbiskupu Ugrinu i da mu pritom daje i duhovnu potporu u borbi protiv širenja bogumilstva iz Bosne.
Sinovi kralja Andrije II Arpadovića opozvali su većinu očevih darovnica, da bi tako vratili ugled i moć kraljevske kuće, pa je do početka 14. st. požeško vlastelinstvo bilo u rukama ugarskih kraljica.
Kada početkom 14. stoljeća na ugarsko prijestolje dolazi dinastija Anžuvinaca Hrvatsku i Slavoniju potresaju sukobi između pristalica kralja Karla I (1301. – 1342.) i hrvatskih feudalaca, a nemiri su se nastavili i u drugoj polovici 14.st. U 15. st. Požega je zajedno s vlastelinstvom u rukama bogatih feudalaca.
U sklopu osvajačkog pohoda preko Save Turci su zauzeli Požegu i okolicu 1537.g. i tu su vladali oko 150 godina. Grad kao sjedište Požeškog sandžaka se islamizira i od male varoši prerasta krajem 16. st. u veći grad (kasabu). Tu su bile, zbog obrane postojećih i zauzimanja novih područja Slavonije, smještene jake vojne posade. Borbe za oslobođenje Slavonije od turske vlasti počele su u sklopu austrijsko-turskog rata ( 1683. – 1699.g.) i zaslugama fra Luke Ibrišimovića – Sokola Požega je konačno oslobođena 1691.g. O turskom razdoblju u Muzeju se čuvaju malobrojni predmeti i dokumenti, tu su fotografije ostataka turske arhitekture i skica spomenika fra Luke Ibrišimovića, rad mađarskog kipara G. Kissa.
Za Požegu je krajem 17.st.važan dolazak isusovaca koji su 1699.g. osnovali Gimnaziju, petu u Hrvatskoj, koja 1761.g. prerasta u sveučilište („Academiu Poseganu“). Gimnazijski izvještaji, svjedodžbe, brojne fotografije, originalna Gimnazijska zastava svjedoče o stoljetnom djelovanju ove ustanove u gradu. Odora županijskog poslužitelja Mate Bišćanina Nakon turske vlasti grad se obnavlja i postaje sjedište carskog komorskog nadzornika (provizora) koji je prikupljao posebne daće za potrebe Kraljevske blagajne. Inače gradska uprava se sastojala od gradskog zastupstva (senata) kao predstavničkog tijela i poglavarstva ( magistrata ) koji je imao izvršnu vlast. Na čelu uprave je bio gradski sudac (gradonačelnik), a za red se brinula Gradska straža. U dokumentarnoj zbirci povijesnog odjela čuvaju se vrijedne isprave,  koje govore o razvoju grada i gradske uprave, a o gospodarskom razvoju dokumenti i predmeti vrlo bogate cehovske zbirke.
Povelja carice Marije Terezije Sredinom 18. st. kraljica Marija Terezija (1740. – 1780.g.) obnavlja, pored Virovitičke, zatim Srijemske i Požešku županiju, a poveljom od 1. rujna 1765.g. Požegi daje status slobodnog i kraljevskog grada. Tada grad dobiva novi urbanistički izgled gdje uz stare srednjovjekovne crkve (sv. Duha i sv. Lovre) glavni trg krase Isusovačka kolegija (danas Biskupski dvor), stara zgrada Gimnazije, Gradska vijećnica i niz baroknih jednokatnica na sjevernoj strani trga.
Crkva sv. Terezije Avilske (danas katedrala), sagrađena 1763.g. i jedna od najljepših baroknih crkvi u Slavoniji. Originalne grbovnice, dokumenti i predmeti iz 18. i 19. st, zbirka zastava s kraja 18.st do 20. st., zatim karte, fotografije, diplome,… govore o bogatoj povijesti Požege i županijskoj vlasti. U Požegi i okolici su rođeni mnogi znameniti građani, poznati književnici (Antun Kanižlić, fra Grga Čevapović, Vjekoslav Babukić, fra Kajo Agijić, Josip Eugen Tomić, Janko Jurković, Vilim Korajac, Josip Pavičić, Franjo Ciraki, Dobriša Cesarić, Matko Peić, Zdenka Marković …), istraživač Afrike Dragutin Lerman, prosvjetni djelatnik i povjesničar Julije Kempf, Vilma Nožinić, operna pjevačica, slikar Miroslav Kraljević i dr., čije podatke čuvamo većinom u muzejskoj mapoteci.
Zastava hrvatskog pjevačkog društva „ Vijenac“ Krajem 19. st. u Požegi djeluju brojna društva koja su se isticala dobrotvornim, kulturnim i sportsko-rekreativnim radom kao Društvo Narodna knjižnica, Hrvatsko pjevačko društvo „Vijenac“, Dobrotvorno gospojinsko društvo, Dobrovoljno vatrogasno društvo, Društvo za poljepšanje grada, Planinarsko, Streljačko, Društvo „Hrvatski Sokol“ i druga od kojih većina djeluje kontinuirano do danas. Kao dokaz bogatog političkog, gospodarskog, kulturnog i društvenog života čuvaju se u Muzeju zbirke zastava, diploma, oružja i odora i ostali razni predmeti, zatim fotografija, starih novina, pozivi, plakati i ostala originalna građa. 
4. Odjel povijesti umjetnosti
Odjel povijesti umjetnosti Gradskog muzeja kao samostalni odjel djeluje od 1975. godine. Danas muzej otkupom i donacijama okuplja veći broj predmeta, te se odjel sistematiziranjem podijelio na zbirke i podzbirke. U odjelu je1980.god. kao samostalni dio otvorena Galerija. Danas se u Galerijskom zbirci nalaze i podzbirke djela starih majstora, te portreti poznatih osoba grada Požege i požeškoga kraja od kojih ističemo Portret Franje baruna Trenka, Portret grofa i grofice Janković, Portret Franje pl. Cirakija, požeškog gradonačelnika i književnika, Portret Vatroslava Thallera, Josipa Eugena Tomića,… Izuzetno mjesto u Galeriji slika zauzimaju portreti požeških župana najpoznatijih hrvatskih slikara, Vlahe Bukovca, Bele Čikoša Sesije, Miroslava Kraljevića i drugih. 
Za Požegu u 19. stoljeću izuzetno je značajan požeški slikar bidermajera Gustav Poša. Za otkup umjetnina slavonskog Karasa, kako je prof. dr. Matko Peić znao reći, Grad Požega, Županija Požeško - slavonska i Gradski muzej u Požegi posljednjih nekoliko godina izdvojili su znatna sredstva, uz spomena vrijednu donaciju potomaka Gustava Poše u Požegi (obitelj Polanc – Mesing).
Grad Požega je i grad pl. obitelji Kraljević koja je u nekoliko generacija igrala veliku ulogu u kulturi grada kako u književnosti, tako i u likovnosti. Početak modernog hrvatskog slikarstva označio je svojim djelima upravo požeški slikar, Miroslav Kraljević. Njegova najbolja djela nastala su u Požegi, ali tek nekolicina nalaze se u Muzeju. Među njima izdvajamo fresku „ Sv. Juraj ubija zmaja“, fresku naslikanu 1908. godine iz vinogradarske kuće obitelji Kraljević na Đurđevcu, poklon obitelji Perić iz Požege koja je restaurirana sredstvima Ministarstva kulture RH ( restauracija HRZ u Zagrebu, Ivan Štimac). Najbrojnija zbirka umjetnina u odjelu pov. umjetnosti je zbirka ( slika, crteža, grafika i skulptura) akademskog slikara Joze Jande, koju je muzeju poklonila njegova nećakinja Vera Lisec Repić iz Zagreba. Prof. dr. Matko Peić kroz svoja djela kako ona književna, tako i ona slikarska, neizostavni je dio kulturne povijesti grada Požege, uz djela drugih umjetnika Roberta Emila Tanaya, Tomislava Čuline, Mate Šanga, grafika hrvatskih slikara, …  čija se djela čuvaju u Gradskom muzeju u Požegi.
Osim navedene Galerijske cjeline s nekoliko najznačajnijih podzbirki muzej ima izuzetnu zbirku osobnih predmeta svjetski poznate operne pjevačice Milke Trnine, po majci Požežanke i nećakinje požeškog književnika Janka Jurkovića, koju je muzeju poklonio Dionizije Smojvir, učitelj iz Požege. Dio odjela povijesti umjetnosti čine predmeti i sakralna umjetnička djela koja su u muzej prispjela donacijama građana. U odjelu je važno mjesto zauzela i zbirka stakla koja se značajno povećala, donacijom obitelji Kempf, Dionizija Smojvira otkupom i donacijom dr. Josipa Kovačića, kolekcionara iz Zagreba. 
U sklopu arhitektonske cjeline odjela koja sadrži brojne projekte s nacrtima, namještaj ureda, literatura 19. i 20. stoljeća, fotografije arhitekture( donacija obitelji Borisa i Vlade Gerbeca iz Požege), nalazi se i podzbirka brojnih razglednica Požege i okolice 19. i prve polovine 20. stoljeća. Zbirka starih razglednica Požege jedna je od brojnijih u Hrvatskoj koja prikazuje jedan grad. Njena je vrijednost i u tome jer zorno prikazuje značajnu ulogu likovnih umjetnosti jednoga grada kako kroz skulpturu (zavjetni kip Sv. Trojstva 1749. godina, Gabrijel Granici), tako i kroz arhitekturu (srednjovjekovna crkva sv. Lovre s vrijednim freskama, te crkva Duha Svetoga, zatim barokna crkva sv. Terezije, danas katedrala sa zidnim slikama Celestina Medovića i Otona Ivekovića i zgrada današnjeg Gradskog muzeja, te arhitektonska zdanja 19. i početka 20. stoljeća poznatih zagrebačkih arhitekata Julija Deutcha i Lea Honigsberga, palaču Požeške županije, zgradu Suda i zgradu Prve požeške štedionice, danas Gradske knjižnice). Požega je grad i slikara Roberta Emila Tanaya, a danas možemo reći i umjetnika mlađe generacije Mate Šanga, kipara, te Tomislava Čuline slikara čija brojna djela Muzej još uvijek čeka.
5. Etnološki odjel
Etnografska zbirka formirala se za samog stvaranja muzeja, ali je za vrijeme Drugoga svjetskog rata najveći dio građe nestao. Do osnutka Etnološkog odjela 1979. godine, veliki doprinos u sabiranju građe i istraživanju tradicijske kulture požeškog kraja dala je profesorica Zdenka Lehner. Prema oblicima materijalne, društvene i duhovne kulture Požeška kotlina pripada panonskom arealu.
Etnološki odjel posjeduje bogatu zbirku predmeta s područja požeškoga kraja, prije svega tekstilnog, lončarskog i drvenog rukotvorstva. Požeška ili paurska narodna nošnja poznata je po svojoj intenzivnoj plavoj boji koja se dobivala plavljenjem osnovnog bijelog ruha plavilom za rublje, te raznim tkanjima i vezovima: rocanac, ulagano, usnivano, tkanje na jednu žicu, krpanje đerdanima, šlinga, rasplet... Specifična vrsta ženskog oglavlja bila je poculica – trokutasta kapica koju su nosile udate žene s maramom podvezom. Svečane poculice bile su gusto izvezene vunom ili đerdanima (perlicama) u raznobojnim geometrijskim, biljnim, zoomorfnim i ponekad antropomorfnim motivima. 
Bogatstvo tradicionalnog tkanja i veza prisutno je i u svečanim peškirima – ručnicima. Oni su imali ulogu ukrasa ili poklona u uskrsnim, svadbenim i drugim običajima. Često su bili otkani u crvenoj boji, izvezeni ili ulagani raznobojnim biljnim i geometrijskim motivima. Specifičan je i oblik seljačkog lončarstva kakvog nema na području sjeveroistočne Hrvatske, golobrdsko ručno kolo i pokljuke (zemljani poklopci pod kojima su se pekla peciva) iz Novog Sela rađene pomoću kalupa. Izrada arhaičnih, keramičkih posuda (lonaca, ćupova, ćupara...) i ostalih proizvoda bila je mnogobrojna i visoke kvalitete. 
Bogatstvo slavonskih šuma utjecalo je na izradu raznih predmeta od drveta, svakodnevnih, u kućanstvu, na polju, ili izradu platna za odjeću – soljenke, čaše, oblici za paprenjake, vodiri, preslice, tkalački stanovi... Posebno lijepi predmeti, umjetničke vrijednosti bile su pastirske čaše – kepčije. Arhitektura je požeškoga kraja skromna, ali i raznovrsna: zidanice s dugačkim ili skraćenim trijemom i poluskošenim krovom, kuće s krovom na 4 vode, a najkarakterističniji i najstariji tip kuće je duguljasta drvena kuća s usječenim trijemom i tri prostorije.
Zbirka Ive Čakalića seljaka - etnografa i samoukog umjetnika sadrži rukopise s običajima požeškog sela početkom 20. stoljeća, makete seoske i sakralne arhitekture, te skulpture i slike svetaca. Među malobrojnim hrvatskim istraživačima 19. stoljeća značajno mjesto zauzima Požežanin Dragutin Lerman. Manja zbirka predmeta iz Srednje Afrike - Konga, fotografija i raznih dokumenata vezana uz njegov život i rad nalazi se u Gradskom muzeju Požege.
6. Pedagoški odjel
U Gradskom muzeju Požega obavlja poslove iz pedagoške djelatnosti, koji imaju zadatak specijalnim programima i aktivnostima promovirati Muzej i njegovu građu (predavanja, radionice, igraonice, izložbe, specijalna vodstva i druge aktivnosti), približiti ga širem krugu posjetitelja, osigurati različite nivoe informacija o Muzeju posjetiteljima i korisnicima svih dobnih skupina i osobama s posebnim potrebama, kako bi boravak u Muzeju bio poučan i zabavan za sve posjetitelje. 
7. Dokumentacijski odjel
Dokumentacijski odjel Gradskog muzeja Požega samostalno djeluje od 2008. godine izmjenom Pravilnika o unutarnjem ustrojstvu i sistematizaciji radnih mjesta, te zapošljavanjem stručne osobe na radno mjesto dokumentarista. Dokumentacijski odjel u Muzeju obavlja poslove vođenja sekundarne muzejske dokumentacije o djelatnosti muzeja kroz popratne i dopunske fondove, koji mogu biti organizirani prema medijima prikazivanja i prema sadržaju, a to su: audiovizualni fond (fonoteka, fototeka, dijateka, videoteka, filmoteka, planoteka, fond dokumentacijskih crteža, fond digitalnih i magnetskih zapisa), evidencija o izložbama, evidencija o izdavačkoj djelatnosti, hemeroteka, evidencija o konzervatorsko – restauratorskim radovima, evidencija o pedagoškoj djelatnosti, evidencija o marketingu i odnosima s javnošću, evidencija o stručnom i znanstvenom radu, te dokumentacija o osnivanju i povijesti muzeja. Dokumentacija se vodila do 2007. godine unutar odjela odnosno bilo je ustrojeno tako da je svaki odjel, tada pet odjela (danas devet odjela), vodio svoju dokumentaciju jer je unutar svih tih odjela postojala Dokumentacijska zbirka. Uspostavom samostalnog odjela Dokumentacijske zbirke se prebacuju unutar Dokumentacijskog odjela. 
Unutar Dokumentacijskog odjela je i Mapoteka. Ona je posebno sistematizirana dokumentarna građa posložena rednim brojevima i tematski. Sustav mapoteke je unutar Gradskog muzeja Požega osmislio Josip Langhamer, ravnatelj Gradskog kulturno-historijskog muzeja (danas Gradski muzej Požega) od 1955. do 1975. godine. On je uveo sustav mapoteke kako bi se omogućio brži uvid u dokumente, posebno za potrebe korisnika. Langhamer je s tim sustavom započeo 50-tih godina, a s vremenom se on nadograđivao uz pomoć ostalih zaposlenika Muzeja. U Mapoteci su obuhvaćeni najvažniji događaji, osobe, ustanove i slično na području grada Požege i okolice. Tako da je unutar jednog fascikla u Mapoteci sva postojeća dokumentacija skupljena od strane Muzeja koja je vezana za temu tog fascikla. Uz fascikle unutar Mapoteke se nalazila i knjiga pojmova u kojoj su popisane sve teme skupljene unutar fascikala Mapoteke. Zaposlenici Muzeja su vrlo lako na takav način upotpunjavali već postojeće fascikle koje su koristili i za vlastite potrebe. Prilikom uspostave Dokumentacijskog odjela, kustosi sele građu koja pripada njihovom odjelu iz mapoteke u svoj odjel, no građa ostaje u fasciklima mapoteke zabilježena. Građa i materijal koji se skupio tijekom godina u fasciklima je skeniran, digitaliziran, obrađen i raspoređen po mapama na računalu kako bi korisnici mogli sve digitalno lakše pronaći, a ovakav sustav mapoteke ostaje zabilježen u povijesti Gradskog muzeja Požege. 
Dokumentacijski odjel od 2008. godine do danas ima zabilježeno više tisuća zapisa vezanih u nekome segmentu za Gradski muzej Požega. Unutar Dokumentacijskog odjela se prikuplja, obrađuje, pohranjuje i pretražuje sekundarna dokumentacijska građa koja se odnosi na: Digitalne i magnetske zapise, Videoteka, Filmoteka, Hemeroteka, Izložbe, Posebna događanja, Pedagoška djelatnost, Izdavačka djelatnost, Stručni i znanstveni rad, Konzervatorsko-restauratorski postupci, Marketing i odnosi s javnošću, Plakati, Medijateka, Tekstovi, Dokumentacija o osnivanju i povijesti muzeja i ostali.
8. Muzejska knjižnica
9. Odjel za opće i tehničke poslove